# Caramba (Marke)
Caramba ist eine seit 1903 bestehende Marke, unter der chemische Produkte für Reinigung, Wartung und Pflege vertrieben werden. Diese richten sich dabei an Privatkunden in den Bereichen Haus & Technik, Auto & Motorrad und Caravan sowie an Gewerbekunden in den Bereichen Industrie und Gewerbe.

## Geschichte

### Gründung und frühe Entwicklung
1903 wurde die Marke Caramba in Dresden durch den späteren Kommerzienrat Max Elb angemeldet. Die Max Elb GmbH war damals tätig in der Herstellung von Produkten zur Pflege und Wartung wie Rostlösern und Kriechölen, die unter anderem zum Reinigen und Schmieren verwendet wurden.

Historisches Logo

Die Verbindung zum späteren Sitz Duisburg entstand 1922, als die Berliner Rütgerswerke sich an der Max Elb GmbH beteiligten. 1923 gingen die Markenrechte an Caramba auf die neu gegründete Max Elb AG über. Ab 1929 übernahm die Tochterfirma Deutsche Glühstoff GmbH den Vertrieb des ersten Multiöls unter der Caramba-Marke.
Die Nachfahren von Max Elb und die Deutsche Glühstoff GmbH wurden während des Nationalsozialismus enteignet. Nach dem Ende des Zweiten Weltkrieges wurde die Produktion des Caramba-Sprühöls durch die Rütgerswerke an ihrem Standort in Duisburg wieder aufgenommen.

### Produkterweiterung
1949 entwickelte und patentierte das Unternehmen die erste Aerosolabfüllanlage mit Propan/Butan anstelle von FCKW und nahm diese 1950 in Betrieb. 1965 wurde das Produktsortiment um Autopflegeprodukte wie Kontaktsprays, Lackpflegemittel und Unterbodenschutz erweitert. Hierdurch wurde Caramba zur ersten Marke, unter welcher ein gesamtes Autopflegeprogramm angeboten wurde.
1970 wurde das Markenrecht an Caramba auf Rütgers übertragen und 1975 die Caramba Chemie GmbH gegründet. 1976 wurde die fünfzig millionste Aerosoldose in der Produktion gefertigt, 1987 wurde die hundertmillionste Dose produziert. In den 1980er Jahren weitete das Unternehmen die Produkte auf Glas-, Kunststoff- und Felgenpflegemittel aus. 1989 wurde die Zweikammer-Sprühdose mit Luft als getrenntem Treibgas und 1990 die Einführung des Einkammersystems mit dem Treibgas Luft und dem Produkt in einer Kammer eingeführt.

### Übernahmen und Umstrukturierung
Zwischen 1993 und 2001 gehörte die Caramba Chemie GmbH dem VEBA-Konzern, der sie zusammen mit der Chemischen Fabrik Dr. Stöcker GmbH an die Wigo Chemie GmbH verkaufte. Nach dem Verkauf wurde die Caramba Chemie GmbH aufgelöst und stattdessen die Caramba Chemie GmbH & Co. KG gegründet.
2007 wurde die Caramba GmbH & Co. KG zusammen mit der Wigo Chemie GmbH von der Berner Group übernommen. Im selben Jahr wurde auch die in Bremen ansässige TEGEE Chemie GmbH (später: Caramba Bremen GmbH) von Berner übernommen, welche Reinigungs- und Pflegemittel für gewerbliche Verbraucher produziert.
2008 folgte die Übernahme der niederländischen Rumler Chemie, die später zur Caramba Nederland B.V. mit Sitz in Assen wurde. Die Gruppe wurde 2011 durch die Übernahmen von Ambratec, Kent, Matecra und ACC weiter ausgebaut. 2022 wurde die Kent Group an das niederländische Private-Equity-Unternehmen Fields Group verkauft.
2024 löste sich die Caramba-Gruppe von der Berner Group und wurde konzernunabhängig. Im Zuge der Neuaufstellung firmierte die Caramba Chemie GmbH & Co. KG zudem unter der Leitung von Reiner Eckhardt zur Caramba GmbH um.

## Marke und Außenwahrnehmung
Seit 2004 gehört Caramba zu den „Marken des Jahrhunderts“, eine Auszeichnung, die vom Florian Langenscheidt Verlag „Deutsche Standards“ verliehen wird. Unter Verbrauchern hat die Marke einen hohen Bekanntheitsgrad.
Die Produkte der Marke Caramba sind zudem für ihr Preis-Leistungs-Verhältnis bekannt. Im Magazin Trucker wurden die Produkte von Caramba nach mehreren Tests als „ordentliche und praktisch geruchlose Reiniger zum fairen Preis“ bezeichnet. Insbesondere wurden hier Cockpit-Sprays, Kunststoffreiniger und Polsterreiniger getestet.
Das Reinigungsprodukt Magic Wonder Sofort-Glanz erhielt von der Zeitschrift Auto Motor und Sport 2022 die Bewertung „gut“. In der Zeitschrift Motorrad wurde das Caramba 70 Multi-Öl sowie der Kettenreiniger ebenfalls jeweils mit „gut“ bewertet.
2023 erreichte der gebrauchsfertige Caramba Winter-Scheibenreiniger die Note „Gut“ beim Scheibenreiniger-Test durch die Fachzeitschrift KFZ-Betrieb. Das Winter-Scheibenreiniger-Konzentrat wurde 2021 im Vergleich der Auto Bild Preis-Leistungs-Sieger. Die Auto Bild zeichnete zudem den Felgenreiniger Caramba Brilliant 2015 als „sehr gut“ aus.
2024 schnitt der Express-Schock-Rostlöser von Caramba im Rostlöser-Vergleich der Zeitung Die Welt als bester Rostlöser ab und wurde als „sehr empfehlenswert“ bewertet.

## Produkte
Unter der Marke Caramba werden diverse Produkte vertrieben, darunter Schmierstoffe wie Rostlöser und Multiöle sowie Reinigungs- und Pflegeprodukte für Autos. Für Privatanwender werden die Produkte in die drei Bereiche Auto & Motorrad, Haus & Technik sowie Caravan untergliedert. Hierzu gehören Produkte wie Multiöle, Rostlöser, Auto- und Felgenreiniger, Lackpflegemittel und auch Frostschutzmittel. Für Gewerbekunden werden Produkte in den Bereichen Industrie und Gewerbe angeboten. Zu diesen gehören unter anderem Produkte für die Industriereinigung, Flächendesinfektion und Landwirtschaftsreinigung sowie Spezialreiniger für Werkstätten, Maschinen und industrielle Anwendungen.
Die Produkte der Marke Caramba werden von der Caramba GmbH mit Sitz in Duisburg entwickelt und vertrieben.